# Le Grand-Celland
Le Grand-Celland ist eine französische Gemeinde mit 595 Einwohnern (Stand: 1. Januar 2022) im Département Manche in der Region Normandie. Sie gehört zum Arrondissement Avranches und zum Kanton Isigny-le-Buat. 
Sie grenzt im Norden an Brécey, im Osten an Reffuveille, im Südosten an La Chapelle-Urée, im Süden an Isigny-le-Buat, im Südwesten an Le Mesnil-Ozenne und Saint-Ovin und im Westen an Le Petit-Celland.

## Bevölkerungsentwicklung
| Jahr      | 1962 | 1968 | 1975 | 1982 | 1990 | 1999 | 2008 | 2018 |
| --------- | ---- | ---- | ---- | ---- | ---- | ---- | ---- | ---- |
| Einwohner | 654  | 576  | 482  | 456  | 427  | 452  | 538  | 594  |

## Sehenswürdigkeiten

Kirche Saint-Médard

- Kirche Saint-Médard